# Cvinger (arhitektura)
Cvinger (medzidje) je odprt prostor, ki se nahaja med dvema obzidjema in služi za obrambo.  V srednjem veku v začetku novega veka so bile ob cvingerju zgrajena razna poslopja kot okrepitev grajskega in mestnega obzidja. Izraz je nemški in se ga praviloma ne prevaja. Beseda je povezana s zwingen – 'na silo', morda zato, ker je cvinger prisilil sovražnika, da se je pogajal preden je napadel glavno obrambno črto.

## Grajski cvinger
Grajski cvinger je bil umeščen pred glavno obzidje in je bil zaprt na zunanji strani z drugim, spodnjim obzidjem, ki je znano kot cvinger obzidje (Zwingermauer). Če so napadalci uspeli premagati cvinger obzidje, so bili ujeti v cvingerju in lahka tarča za branilce na glavnem obzidju (Hauptmauer). Nadaljnje napredovanje je bilo tako močno ovirano.
V srednji Evropi je bila večina cvingerjev zgrajena pred starejšimi grajskimi obzidji kot poznejši dodatek in okrepitev obrambe.

## Cvinger pred mestnimi vrati
Cvinger pred mestnimi vrati je utrjena površina med glavnimi vrati in zunanjimi vrati srednjeveškega sistema mestnega vhoda. Mestna vrata so bila pogosto zgrajena v obliki vhodnega stolpa, z drugimi in včasih celo tretjimi vrati pred njim (tako imenovani dvojni ali trojni sistem vrat). Pred obzidjem v območju mestnih vrat je bilo običajno še eno obzidje, v katerem so se nahajala zunanja vrata. Sovražnik, ki je prebil zunanja vrata in prodrli v cvinger, bi se našel v zaprtem prostoru z zelo malo možnostmi, da izkoristi svoj začetni uspeh. Po drugi strani pa bi lahko branilci z glavnega obzidja enostavno napadli sovražnike pod njim in jih potolkli na območju cvingerja.
Barbakan temelji na podobnem konceptu prehoda v cvinger in se nahaja pred glavnim obzidjem, vendar je od njega ločen z dodatnim jarkom.
V husitskem obdobju (okoli 1420/30) so bili zgrajeni impresivni primeri, ki so bili namenjeni predvsem kot zaščita pred zgodnjim strelnim orožjem.
Odprta površina cvingerja je bila v miru uporabljena kot pašnik za živali ali vrt. Ko je njegova obrambna funkcija postala odveč, so v mnogih primerih v cvinger postavili skednje, hleve in zgradbe za skladiščenje.
Zwinger pri Dresdnu je dobil svoje ime iz starega zwinger pred Kronskimi vrati (Kronentor) v zunanjem obzidju trdnjave. Nikoli ni bil mišljen kot utrdba, pa vendar je bil zasnovan kot zunanje dvorišče nove palače.

## Razvoj
Razvoj cvingerja do danes ni dobro raziskan. Od petega stoletja je bil v celoti razvit cvinger zgrajen pred bizantinskim obzidjem Konstantinopla.
V zgodnjem srednjem veku fortificiranja je tudi mogoče videti zaporedje obzidij. Še posebej v času ogrskih vpadov, so bili obrambni gradovi zaščiteni z nasipi in zunanjim obzidjem za zaščito pred napadi ogrske konjenice. To ni bil cvinger v pravem pomenu besede, pogosto je vmesni jarek ločil linije obrambe. Tak jarek je bil v poznem srednjem veku tudi pogosto del cvingerja.
Občasno so ozka obzidja, kot pri gradu Habsburg (Aargau) ali Alt-Bolanden (Porenje-Pfalško), ki datirata v pozno 10. in v začetek 11. stoletja, videti kot zgodnji cvinger. Ti utrdbeni elementi nimajo nobenih neposrednih naslednikov.
V srednji Evropi se je cvinger prvič pojavil v prvi polovici 13. stoletja pred krožnimi obzidji majhnih utrdb. Proti koncu tega stoletja se je obrambna sposobnost gradov veliko bolj pogosto okrepila na ta način, na primer na gradu Gnandstein na Saškem ali Château du Landsberg in Château d'Andlau v Alzaciji. V južni Franciji je bil zgrajen močno obnovljen cvinger v mestni utrdbi Carcassonne. Sprva so bile stene cvingerja zelo blizu glavnega obzidja.
V 14. stoletju je prvo strelno orožje povzročilo nadaljnjo rast števila cvingerjev. Številni primeri so bili zgrajeni zlasti v 15. in 16. stoletju. V Frankovski so utrdbe poznega srednjeveškega mesta večinoma ohranjene. V Nürnbergu na primer, je bil nizek cvinger zgrajen pred starejšim krožnim obzidjem.
Prvi cvingerji visokega srednjega veka običajno niso bili zaščiteni s stolpi. Topniške utrdbe v poznem srednjem veku so se namreč branile s številnimi spremljajočimi rondeli ali baterijskimi stolpi (večnadstropen, navadno polkrožen stolp z močnimi zidovi in podestom ali teraso za postavljanje topov, ki streljajo iz topovskih lin).
Cvingerji majhne skupine gradov v frankovskih Haßberge datirajo v obdobje Husitov. Kot drugod so se tudi tukaj fevdalci odzivali na resnost grožnje upornikov iz bližnje Češke. Cvingerji na gradovih Altenstein, Rauheneck in Schmachtenberg so dobro ohranjeni. Na gradu Rauheneck je bila obramba okrepljena z dvema bretèche (majhen balkon podoben mašikuli). Ti elementi in hurde (Kampfhäuser - zunanji leseni obrambni hodnik na obzidju ali grajski stavbi) je mogoče videti tudi v okviru drugih cvingerjev.
Husitsko obdobje je prineslo številnim gradovom na ogroženih območjih novosti, ki so jih razvili sami Husiti. Zelo nazoren primer je mestna utrdba v južni Češki v mestu Tábor. Deli cvingerja pred glavnimi vrati so ohranjeni še danes.
Na splošno je cvingerjevo zidovje bistveno manjše in manj debelo da pravih obročnih zidov. Pogosto je bil okoli načrtovanega prostora za ubijanje postavljen le parapet. Občasno je bila na notranji strani zidu zgrajena pokrita ali odprta bojna ploščad, kot na gradu Trausnitz, Landshut, Bavarska. Celo v kletnem delu zidov so bile topovske strelnice za ročne pištole, kot na primer na gradu Hochhaus pri Nördlingenu.
Cvingerjevo obzidje je lahko popolnoma obkrožalo utrdbo ali pa samo posebej ranljiv del. Pred njim je bil pogosto jarek tako da je cvingerjev zid deloval tudi kot brežina jarka. Pri gradovih na hribu je bil obzidje cvingerja podporni zid in pogosto zelo visok, da je zagotavljal statično stabilnost celotnega objekta.
Pogosto so majhna, skrita vrata ali poterna omogočila neposreden boj s sovražnikom v območju jarka. Območje cvingerja je bilo pogosto dostopno tudi preko takih skritih vrat.

## Zgodnje srednjeveška poslopja v cvingerju v Sveti deželi
Krak des Chevaliers viteškega reda svetega Janeza na splošno velja kot sinonim za križarski grad. Tik pred letom 1170 je bil ob glavnega krila zgrajen prvi majhen cvinger. Ta presenetljivo zgodnji cvinger je bil sredi 13. stoletja nadomeščen z današnjo zunanjo utrdbo. To cvinger je tudi eden najstarejših primerov te vrste. Napis na stavba pravi, da je grajski upravitelj, Nicolas Lorgne, zgradil barbakan - skoraj gotovo se nanaša na cvinger. Ta vir govori o drugem cvingerju kot Crac, ki je datiran okrog 1250.
Cvinger Krak des Chevaliersa je bil podaljšan okoli leta 1270. Kljub tej okrepitvi so Muslimani pod sultanom Baibarsom I. uspeli trdnjavo leta 1271 zajeti po samo štirih tednih obleganja.
Drugi veliki križarski gradovi so tudi obdani z velikimi sistemi cvingerjev. Zunanje obzidje gradu Tartus (Sirija) bi lahko bilo zgrajeno v istem času kot cvinger v Krak, torej sredi 13. stoletja. Malo pred 1168 so vitezi svetega Janeza začeli s preoblikovanjem gradu Belvoir v današnjem Izraelu. Zunanja utrdba s svojimi vogalnimi stolpi deluje kot »velik cvinger« (U. Grossmann).

## Dvojno obzidje v Walesu iz 13. stoletja
Valižanska gradova Harlech in Beaumaris (1295 začet, vendar nedokončani) imata dvojne obrambne zidove, zunanje obzidje obdaja notranje krožno krilo na kratki razdalji. Zunanja utrdba v Beaumarisu je s svojimi okroglimi stolpi še posebej masivna in primerljiva z Krak des Chevaliers.

## Primeri ohranjenih cvingerjev
Mestne utrdbe:
- Amberg
- Aschersleben
- Carcassonne
- Delitzsch
- Dinkelsbühl
- Görlitz
- Ingelheim am Rhein
- Jüterbog
- Neubrandenburg
- Nördlingen
- Nürnberg
- Templin
- Wolframs-Eschenbach

Gradovi:
- Grad Altenstein (Hassberge)
- Grad Burghausen (Burghausen/Salzach, Bavarska)
- Giechburg (Zgornja Frankovska)
- Grad Guttenberg ob Neckarju (okrožje Neckar-Odenwald)
- Grad Hohenurach (Schwäbische Alb)
- Grad Hornberg ob Neckarju (okrožje Neckar-Odenwald)
- Grad Löwenstein (Württemberg) (Švabska)
- Minneburg (Odenwald)
- Grad Nürburg (Eifel)
- Veste Otzberg (Otzberg)
- Grad Rauheneck (Ebern)